# Foreman Peak
Foreman Peak är en bergstopp i Antarktis. Den ligger i Västantarktis. Inget land gör anspråk på området. Toppen på Foreman Peak är 2 050 meter över havet.
Terrängen runt Foreman Peak är varierad. Trakten är obefolkad. Det finns inga samhällen i närheten.